# Émile Célestin-Mégie
Émile Célestin-Mégie, également connu sous le nom de Togiram, né le 16 octobre 1922 à Marigot et mort le 6 juillet 2018, est un écrivain haïtien. Il avait 95 ans et 9 mois. Il était également le frère de Joseph Arthur Megie, qui a parlé politique sur sa station de radio en Haïti, Joseph a ensuite déménagé en Amérique pour ouvrir son propre entreprise dans la construction.

## Biographie
Émile Célestin-Mégie naît à Marigot le 6 octobre 1922. Il utilise parfois le pseudonyme de « Togiram », ce qui est l'anagramme de Marigot.
Il s'initia dans l'univers de l’écriture en lançant avec quelques compagnons de plume un hebdomadaire, Le petit Marigotien, qui n’avait pas fait long feu (1938-1939). Il a prêté sa plume à différents journaux d'Haiti tels : Le Nouvelliste, Le Nouveau Monde, La Lanterne, L'Aurore et Le Petit Samedi Soir.
Épris d’écriture, il avait répandu ses textes pendant les années où sa création s’intensifiait. Article de presse, poésie, roman, nouvelle, théâtre. Il avait touché à plusieurs genres : 1960-1966 : Espiral (Revue mensuelle) ; 1971-1978 : Gindòl (revue mensuelle) ; 1946 : Ale-vini Mirak (courtes histoires) ; 1953 : Feuilles D'ortie (poésie) ; 1961 : Faisceau multicolore (poésie) ; 1963 : Coeur de silex (poésie) ; 1967 : Byen viv (théâtre) ; 1967 : Lanmou Lasigwav (courtes histoires) ; 1968 : Serenite nan lanmou (théâtre) ; 1970 : Lettre à une poétesse (poésie) ; 1974 : Bouquets de glanures (poésie) ; 1976 : Lanmou pa gen baryè (roman en trois tomes) ; 1985 : Kèzini (roman) ; 2003 : Agasya (roman) ; 2015 : Les lettres de Marigot.
Frappé de cécité, il a continué ses productions et a écrit pour habiter le monde et vivre pour exprimer sa poésie dans la chair des mots.

## Œuvres
- 1938-1939 : Le Petit Marigotien (publié par chaque semeur)
- 1960-1966 : Spirale (revue mensuelle)
- 1971-1978 : Gindol (revue mensuelle)
- 1946 : Faites un miracle (Iswakout)
- 1953 : Feuilles d'ortie (poésie)
- 1961 : Faisceau Multicolore (poésie)
- 1963 : Cœur de silex (poésie)
- 1967 : Bien vivre (théâtre)
- 1967 : Lasigwav Love (Balançoire d'urgence)
- 1968 : Serenity of Love (théâtre)
- 1970 : Lettre à une poétesse
- 1974 : Bouquets de glaciers (poésie)
- 1976 : L'amour n'a pas de barrière (roman de trois tomes)
- 1985 : Kèzini (femme)
- 2003 : Agasya (femme)